# Winston Dugan, 1. Baron Dugan of Victoria

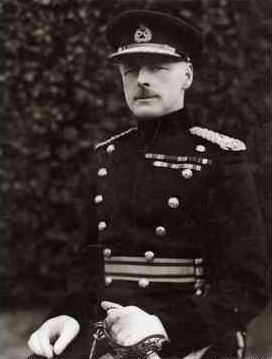
Winston Dugan, 1. Baron Dugan of Victoria, 1934

Winston Joseph Dugan, 1. Baron Dugan of Victoria (* 3. September 1876 in Parsonstown, King’s County, Irland; † 17. August 1951 in London, England) war ein britischer Generalmajor während des Ersten Weltkriegs und Gouverneur der australischen Bundesstaaten Victoria und South Australia.

## Leben
Dugan trat 1898 in die britische Armee ein und nahm am Zweiten Burenkrieg in Südafrika teil. 1904 wurde er zum Hauptmann befördert und wurde danach zur britischen Besatzungsmacht in Irland versetzt. 1910 heiratete er Ruby Lilian (Applewhaite-) Abbott.
Im Ersten Weltkrieg diente er an der Westfront und erhielt mehrfache Auszeichnungen, darunter sechs Mal eine Erwähnung im Kriegsbericht (Mentioned in Despatches).
Nach dem Krieg wurden ihm verschiedene Führungsaufgaben innerhalb der britischen Armee übertragen. 1928 wurde er zum Aide-de-camp von König George V. ernannt. Zwei Jahre später erfolgte seine Beförderung zum Generalmajor.
1934 wurde er zum Gouverneur von South Australia ernannt und kam am 28. Juli desselben Jahres in Adelaide an. Während seiner Amtszeit war er und seine Frau so beliebt, dass er nach dessen Ende von einer breiten Parlamentsmehrheit um eine Verlängerung gebeten wurde. Er hatte jedoch bereits zugesagt, als Nächstes das Amt des Gouverneurs von Victoria zu übernehmen, und reiste im Juli 1939 nach Melbourne.
In Victoria leistete er einen wichtigen Beitrag zur Stabilisierung der Politik in den 1940er Jahren. Fünf Mal wurde eine Verlängerung seiner Amtszeit bewilligt. Im Februar 1949 kehrte er nach England zurück, wo er am 7. Juli 1949 als Baron Dugan of Victoria, of Lurgan in the County of Armagh, zum erblichen Peer erhoben wurde. Er erhielt dadurch einen Sitz im britischen House of Lords.
1951 starb er im Londoner Stadtteil Marylebone. Da seine Ehe kinderlos blieb, erlosch sein Baronstitel bei seinem Tod.

## Orden und Ehrenzeichen
- Mentioned in Despatches
- Companion of the Distinguished Service Order (1915)
- Companion of the Order of St. Michael and St. George (1918)
- Companion of the Order of the Bath (1929)
- Knight Commander of the Order of St. Michael and St. George (1934)
- Knight of the Order of Saint John (1935)
- Knight Grand Cross of the Order of St. Michael and St. George (1944)